# María Cristina Kiehr
Maria Cristina Kiehr (Tandil, 1967) és una soprano argentina, d'àmplia trajectòria a Europa en l'àrea de la música antiga, camp en què es destaca com a intèrpret de música del Renaixement espanyol i llatinoamericà i en òperes de Purcell, Gluck, Vivaldi, Monteverdi, Cavalli i oratoris de Johann Sebastian Bach.

## Carrera musical
El 1983 es va traslladar a Europa on va treballar a la Schola Cantorum Basiliensis de Basilea amb René Jacobs. Més tard, va col·laborar amb altres directors especialitzats en el període barroc com Gabriel Garrido (amb qui va debutar en el Teatre Colón a L'Orfeo de Monteverdi en 2001), Frans Brüggen, Gustav Leonhardt, Nikolaus Harnoncourt, Philippe Herreweghe, Chistophe Coin. Ha cantat amb les orquestres Concerto Köln, el Cantus Cölln i Hespèrion XX (després anomenat Hesperion XXI) sota direcció de Jordi Savall.
És membre fundadora del quartet vocal La Colombina (amb Claudio Cavina, Josep Benet i Josep Cabré) i, en col·laboració amb el clavecinista Jean-Marc Aymes, del conjunt Concerto Soave (especialitzat en música italiana del barroc primerenc). Amb ells ha realitzat gires per molts festivals de música del món, inclòs l'Utrecht Early Music Festival, el festival d'Ambronay, el de Pontoise, el de Sumiana, el de Setmana Santa a Arles, i els de Montreux, Lausana, Marsella i la Cité de la musique a París.
La seva col·laboració amb René Jacobs va començar amb l'òpera Giasone de Cavalli a Innsbruck. Amb Jacobs va participar en els registres discogràfics de L'incoronazione di Poppea de Monteverdi, L'Orontea de Cesti, Orpheus de Telemann, Venus i Adonis de Blow, Dido i Enees de Purcell, Orfeo ed Euridice de Gluck, Dorilla in Tempe de Vivaldi i Maddalena ai piedi di Cristo de Caldara.
En 2019 ha estat premiada per la Fundació Konex amb un Diploma al Mèrit com una de les cinc millors cantants femenines de l'última dècada a l'Argentina.